# Premik Russell Tubbs

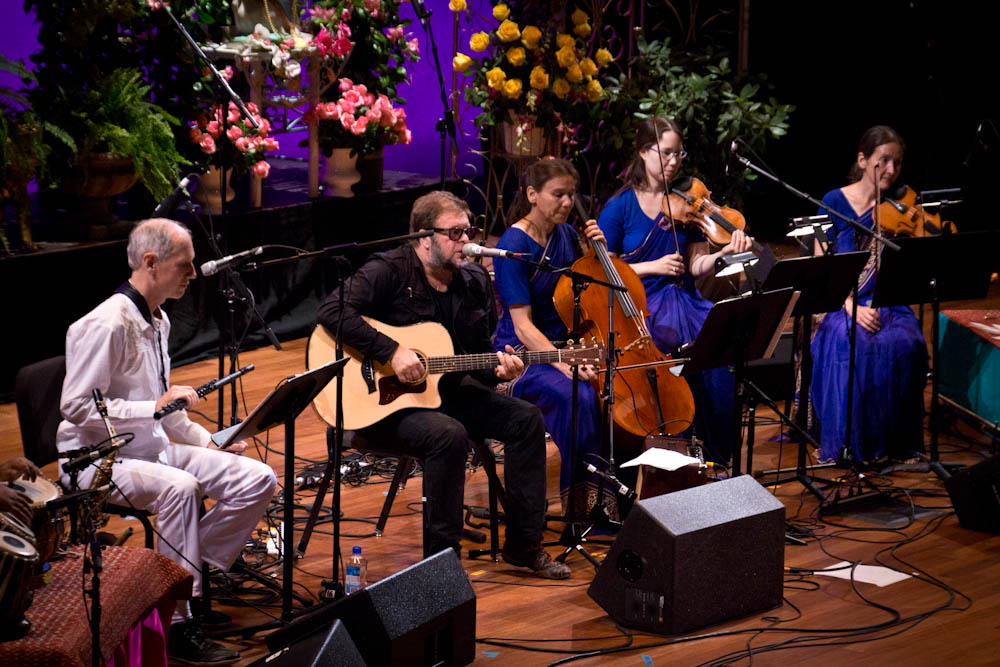
Premik Tubbs auf einem Konzert 2011 (links)

Premik Russell Tubbs (* 3. August 1952 in Croton-on-Hudson, New York) ist ein US-amerikanischer Musiker (Saxophon, Flöte, Arrangement) und Musikproduzent. Er spielt Tenor-, Alt- wie auch Sopran-Saxophon, Bansuri, Lyricon, Lap-Steel-Gitarre und EWI. Er ist vor allem durch seine Zusammenarbeit mit dem Produzenten Narada Michael Walden und die frühen Platten von Whitney Houston bekannt.

## Werdegang
Tubbs stieg 1974 beim Mahavishnu Orchestra von John McLaughlin ein und erschien ab 1976 auf zwei Platten von Narada Michael Walden, mit dem er zukünftig viele weitere Alben aufnehmen sollte. Ende der 1970er Jahre begleitete er Santana auf einer Tournee und spielte auch auf einer Solo-Platte von Carlos Santana, The Swing of Delight (1980), bei der auch Jazzpianist Herbie Hancock ein wichtiger Gast war. In dieser Zeit spielte er häufig mit Jazz- und Fusion-Größen wie Jeff Beck, Cecil McBee, George Duke, Stanley Clarke, Jaco Pastorius, T. M. Stevens, Wayne Shorter wie auch Jean-Luc Ponty.
1983 trat er der Band von Lonnie Liston Smith bei. Mit ihm spielte er zwei Alben ein und trat u. a. auf dem Montreux Jazz Festival auf. Ab Mitte der 1980er Jahre spielte er häufig auf populären R&B-Alben, darunter auch auf Hits von Whitney Houston (How Will I Know), Regina Belle (Baby Come To Me) und Jermaine Stewart (We Don’t Have to Take Our Clothes Off). Vieles davon wurde ebenfalls von Walden produziert. Anfang der 1990er konzentrierte sich Tubbs auf die Arbeit mit Scarlet Rivera, einer Violinistin von Bob Dylan. Mit Rivera begleitete er u. a. auch Spyro Gyra.
Im neuen Jahrtausend widmete er sich auch der indischen Musik zu und spielte mit Ravi Shankar und dessen Tochter Anoushka Shankar. Seit 2012 begleitet er den Pop-Musiker Sting für seine Rainforest-Benefiz-Konzerte in der Carnegie Hall in New York City. An diesen besonderen Abenden spielte er mit einer Reihe international bekannter Künstler wie Lady Gaga, Bruno Mars, Elton John, Meryl Streep, Stevie Wonder, Paul Simon, Tina Turner, Bruce Springsteen, James Taylor, Billy Joel, Diana Ross, Will Ferrell, Katharine McPhee, Rosanne Cash, Jennifer Hudson, Vince Gill wie auch Bryn Terfel.
2012 war er an der Uraufführung von Karl Jenkins’ The Peacemakers (ebenfalls in der Carnegie Hall) als Flötist auf der indischen Bansuri und der Tinwhistle beteiligt. In jüngster Zeit spielte er u. a. mit Snehasish Mozumder, dem Royal Philharmonic Orchestra, Fiona Joy Hawkins, Shambhu Vineberg und Uli Geissendörfer, mit dem er 2014 das Album Passport to Happyness vorlegte.